# Абернаті (Техас)
Абернаті (англ. Abernathy) — місто (англ. city) в США, в округах Лаббок і Гейл штату Техас. Населення — 2865 осіб (2020).

## Географія
Абернаті розташоване за координатами 33°49′58″ пн. ш. 101°50′46″ зх. д. / 33.83278° пн. ш. 101.84611° зх. д. (33.832856, -101.846133).  За даними Бюро перепису населення США в 2010 році місто мало площу 3,18 км², з яких 3,17 км² — суходіл та 0,01 км² — водойми. В 2017 році площа становила 7,08 км², з яких 7,07 км² — суходіл та 0,01 км² — водойми.

### Клімат
| Клімат : Абернаті     | Клімат : Абернаті | Клімат : Абернаті | Клімат : Абернаті | Клімат : Абернаті | Клімат : Абернаті | Клімат : Абернаті | Клімат : Абернаті | Клімат : Абернаті | Клімат : Абернаті | Клімат : Абернаті | Клімат : Абернаті | Клімат : Абернаті | Клімат : Абернаті |
| Показник              | Січ.              | Лют.              | Бер.              | Квіт.             | Трав.             | Черв.             | Лип.              | Серп.             | Вер.              | Жовт.             | Лист.             | Груд.             | Рік               |
| Середній максимум, °C | 12,8              | 14,0              | 18,3              | 22,4              | 27,4              | 31,7              | 31,5              | 31,9              | 28,3              | 23,3              | 17,6              | 12,9              | 22,7              |
| Середній мінімум, °C  | −4,3              | −3,2              | 1,1               | 5,2               | 11,2              | 17,1              | 18,2              | 18,1              | 14,1              | 7,1               | 0,2               | −4,3              | 6,7               |
| Норма опадів, мм      | 15                | 18                | 23                | 30                | 64                | 74                | 61                | 58                | 64                | 46                | 20                | 18                | 493               |
| --------------------- | ----------------- | ----------------- | ----------------- | ----------------- | ----------------- | ----------------- | ----------------- | ----------------- | ----------------- | ----------------- | ----------------- | ----------------- | ----------------- |
| Джерело: Weatherbase  |                   |                   |                   |                   |                   |                   |                   |                   |                   |                   |                   |                   |                   |

## Демографія
Згідно з переписом 2010 року, у місті мешкало 2805 осіб у 1020 домогосподарствах у складі 759 родин. Густота населення становила 883 особи/км².  Було 1132 помешкання (357/км²).
Расовий склад населення:
| - 79,9 % — білих - 2,5 % — чорних або афроамериканців - 0,7 % — корінних американців - 0,1 % — азіатів - 14,6 % — осіб інших рас |

До двох чи більше рас належало 2,2 %. Частка іспаномовних становила 47,7 % від усіх жителів.
За віковим діапазоном населення розподілялося таким чином: 29,9 % — особи молодші 18 років, 52,9 % — особи у віці 18—64 років, 17,2 % — особи у віці 65 років та старші. Медіана віку мешканця становила 37,1 року. На 100 осіб жіночої статі у місті припадало 92,0 чоловіків;  на 100 жінок у віці від 18 років та старших — 85,5 чоловіків також старших 18 років.
Середній дохід на одне домашнє господарство  становив 57 409 доларів США (медіана — 45 000), а середній дохід на одну сім'ю — 61 144 долари (медіана — 51 316). Медіана доходів становила 40 372 долари для чоловіків та 29 216 доларів для жінок. За межею бідності перебувало 17,7 % осіб, у тому числі 29,2 % дітей у віці до 18 років та 11,7 % осіб у віці 65 років та старших.
Цивільне працевлаштоване населення становило 1529 осіб. Основні галузі зайнятості: освіта, охорона здоров'я та соціальна допомога — 26,6 %, роздрібна торгівля — 9,4 %, будівництво — 9,4 %.